# Канал Ері

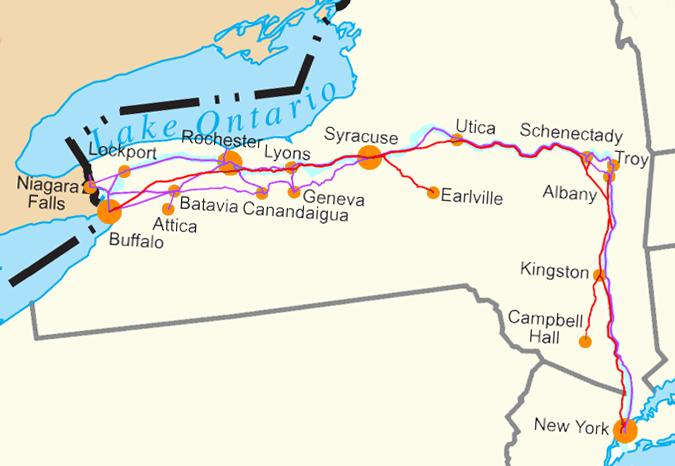
Канал Ері на карті США (блакитна лінія).

43°01′20″ пн. ш. 78°52′51″ зх. д. / 43.0222726° пн. ш. 78.8808324° зх. д.
Канал Ері (Ірі; англ. Erie Canal) — канал в штаті Нью-Йорк (США), що зв'язує систему Великих озер з Атлантичним океаном через річку Гудзон.

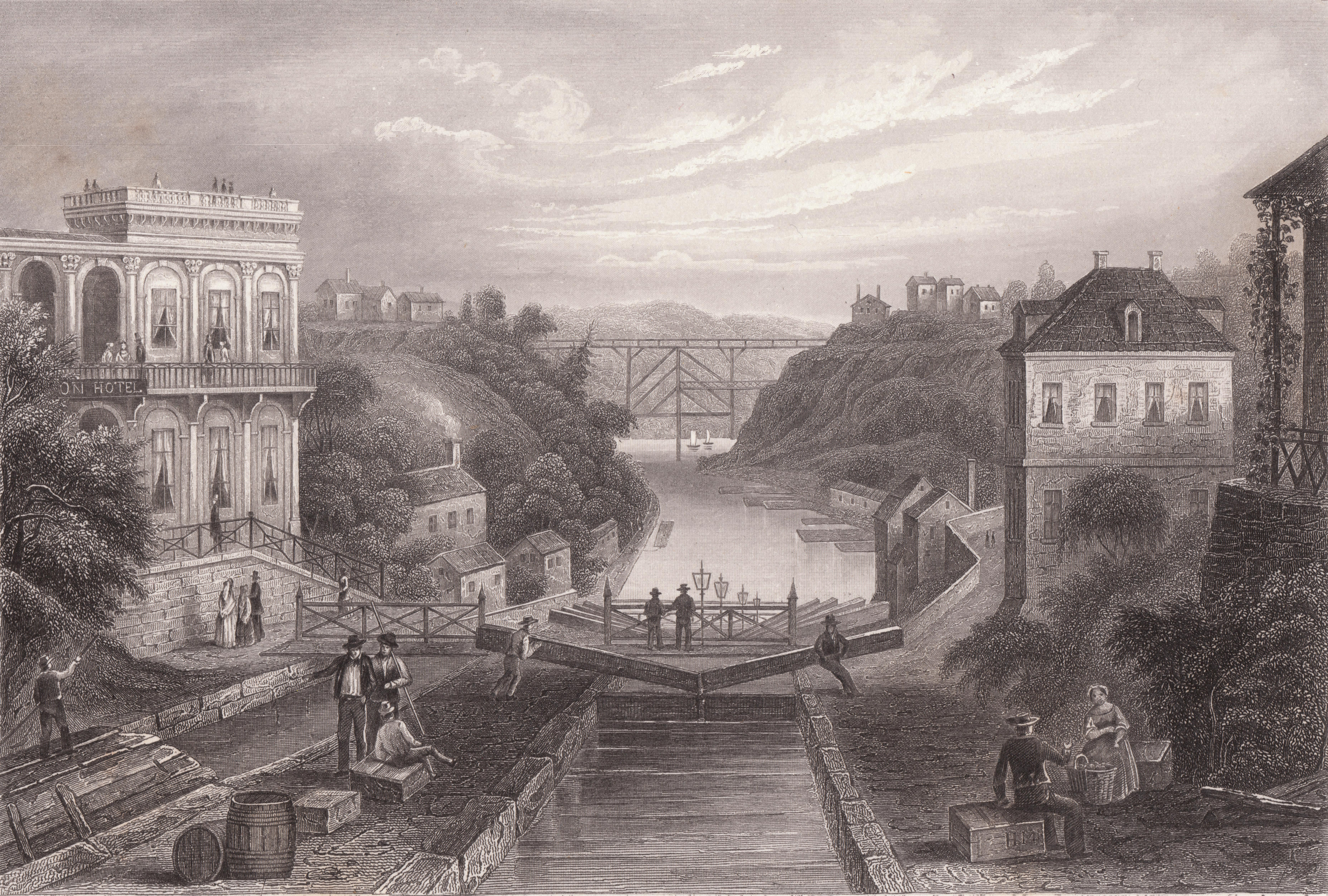
Канал Ері. Портовий шлюз біля Нью-Йорку. Приблизно 1855 рік.

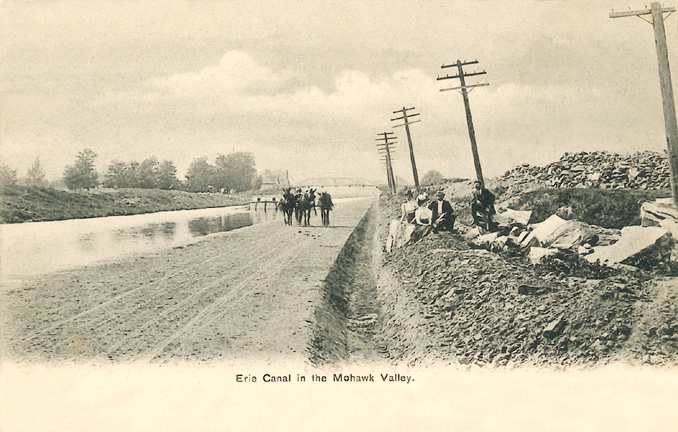
Канал Ері 19 грудня 1905 року.

## Інші назви канала
Ще в XIX року, з початку свого будівництва, канал Ері мав другу назву — Гранд канал чи Великий канал.
«The New England Palladium» 16 лютого 1827 року пропонує можливо чітке формулювання Джеремія Томпсона історичного значення лінейного судноплавства: «Я вважаю комерцію лінейними суднами з визначеними датами винахідом віку і такою близькою за важливостю, як навігація пароплавами, і в результаті Нью-Йорк має вигоду тому, що очоливши прийняв це так, як Великий канал (англ. Grand Canal).» Тут Томпсон мав на увазі канал Ері, який вів від Нью-Йорку до Великих озер і його будівництво було закінчено менш ніж півтора року тому.
Але з появою інших, більш великих каналів в США, канал Ері втратив назву Великий канал.

## Параметри каналу
Довжина каналу від міста Олбані (Нью-Йорк) до міста Буффало на озері Ері становить близько 363 миль (584 км). Ширина — близько 50 м. Канал містить 36 шлюзів. Загальна різниця піднесення близько 565 футів (172 м). Це допомогло в Нью-Йорку затемнити Філадельфію як найбільше місто і порт на східному узбережжі США.

## Історія
Канал був вперше запропонований в 1806 році, будівництво почалося в 1817 році і закінчено 26 жовтня 1825 року.. Після неодноразово реконструювався. У середині XIX століття відігравав найважливішу роль в освоєнні внутрішніх районів США.